# 箸蔵駅
箸蔵駅（はしくらえき）は、徳島県三好市池田町州津にある四国旅客鉄道（JR四国）土讃線の駅である。駅番号はD20。
吉野川の左岸側（北岸）に位置する。当駅と佃駅との間は急斜面になっており遠回りをするように線路が敷設されている。阿波池田駅方面行き列車は当駅を出ると、次の佃駅との間で吉野川を渡る。

## 歴史
- 1929年（昭和4年）4月28日：開業[2]。
- 1970年（昭和45年）10月1日：無人駅化[2][4]。同時に手荷物の取り扱いを廃止し小荷物の取り扱いを到着小荷物（特別扱新聞紙に限る。）に限定[5]。
- 1987年（昭和62年）4月1日：国鉄分割民営化に伴い、四国旅客鉄道（JR四国）の駅となる[6]。

## 駅構造
相対式ホーム2面2線の交換可能な地上駅である。駅舎側1番線が上下副本線、2番線が上下本線（制限速度100 km/h）であり、特急列車同士の行き違いも行われている。通過列車は2番線を通るが、停車列車は乗客が跨線橋を渡らずに済むよう、1番のりばを優先的に使用する。2020年3月改正時点では、夕方以降に当駅での停車列車同士の行違いが設定されているため、2番のりばに停車する列車が僅かに存在する。
一線スルー化されるまでは、相対式ホーム1面、島式ホーム1面2線の計2面3線であった。現在は無人駅となっており、立派な駅舎は現存しているがトイレは閉鎖されている。

### のりば

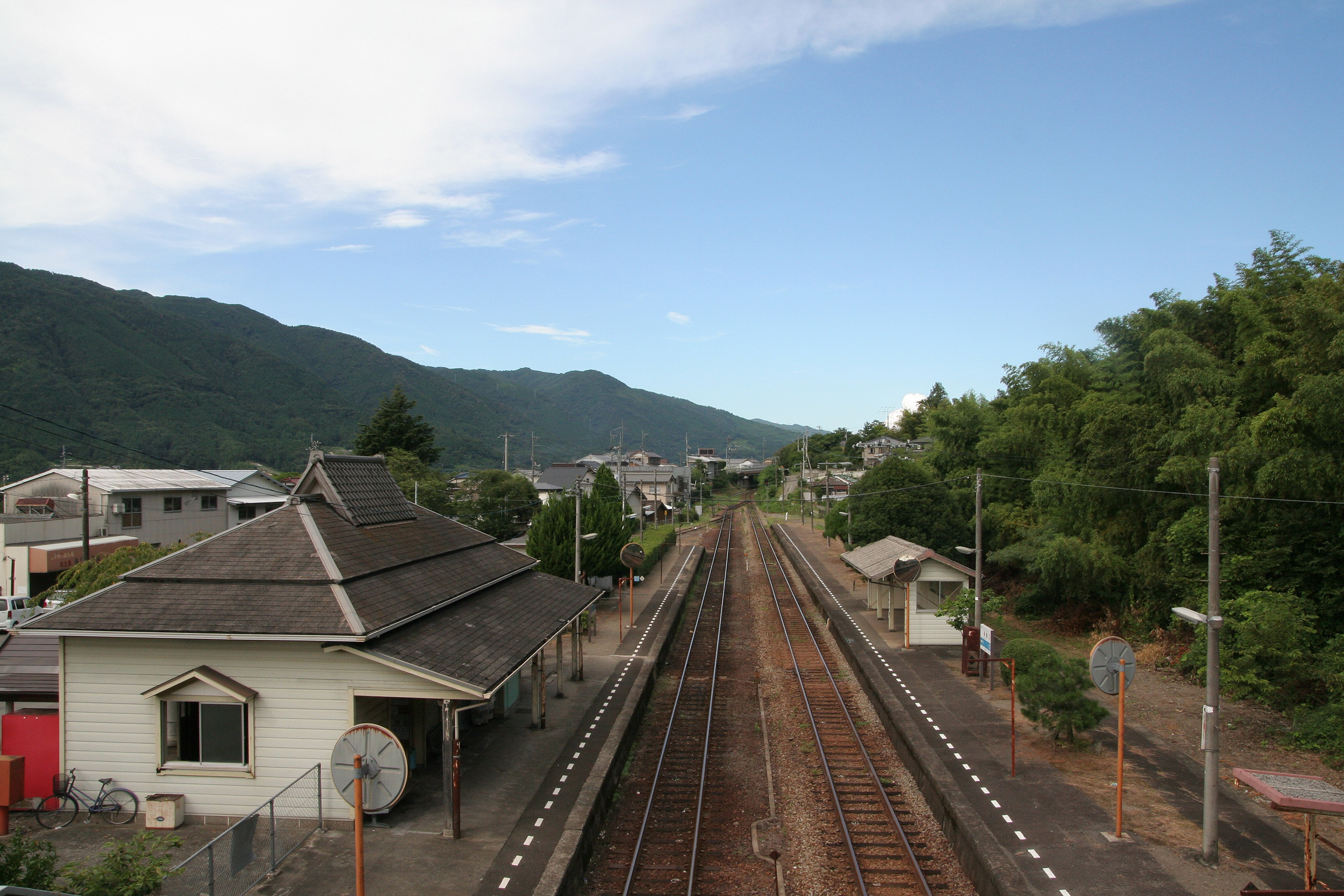
ホーム（2008年8月）

| のりば | 路線    | 方向 | 行先                       | 備考     |
| ------ | ------- | ---- | -------------------------- | -------- |
| 1      | ■土讃線 | 上り | 琴平・多度津・高松方面     |          |
| 1      | ■土讃線 | 下り | 阿波池田・大歩危・高知方面 |          |
| 2      | ■土讃線 | 下り | 阿波池田・大歩危・高知方面 | 一部のみ |

- ホーム（2008年8月）

## 駅周辺
- 箸蔵寺 - 四国別格二十霊場15番。参拝客などのため、1930年（昭和5年）6月18日に開業した箸蔵登山鉄道によるケーブルカーは[2][7]不要不急路線として1944年（昭和19年）2月11日廃止[8]。ケーブルカーの代わりに、1971年（昭和46年）4月1日に八栗箸蔵ケーブル（現・四国ケーブル）が箸蔵山ロープウェイを開業した[2]。
- 徳島県立池田高等学校三好校 - 1946年（昭和21年）5月15日に三好郡町村学校組合立徳島県三好農林学校として開校[2]。2017年に組織上統合。
- 三好警察署 池田町箸蔵駐在所
- 箸蔵郵便局
- 京都大学防災研究所徳島地すべり観測所
- 徳島県道5号観音寺池田線（旧国道32号。2021年4月に移管）
- 猪ノ鼻道路（国道32号のバイパス道路）
- 徳島県道162号箸蔵停車場線
- 徳島県道12号鳴門池田線

### バス路線
徳島県道5号線沿いに四国交通の「箸蔵」停留所があり、野呂内線のバスが経由する。なお、1月1日は全便運休となる。

## 隣の駅
四国旅客鉄道（JR四国）
■土讃線
■普通
讃岐財田駅 (D18) - 坪尻駅 (D19)（※） - 箸蔵駅 (D20) - 佃駅 (D21)
（※）一部の普通列車は坪尻駅に停車しない。